# Sicyopsis
Sicyopsis là một chi bướm đêm thuộc họ Geometridae.